# Beijing U7

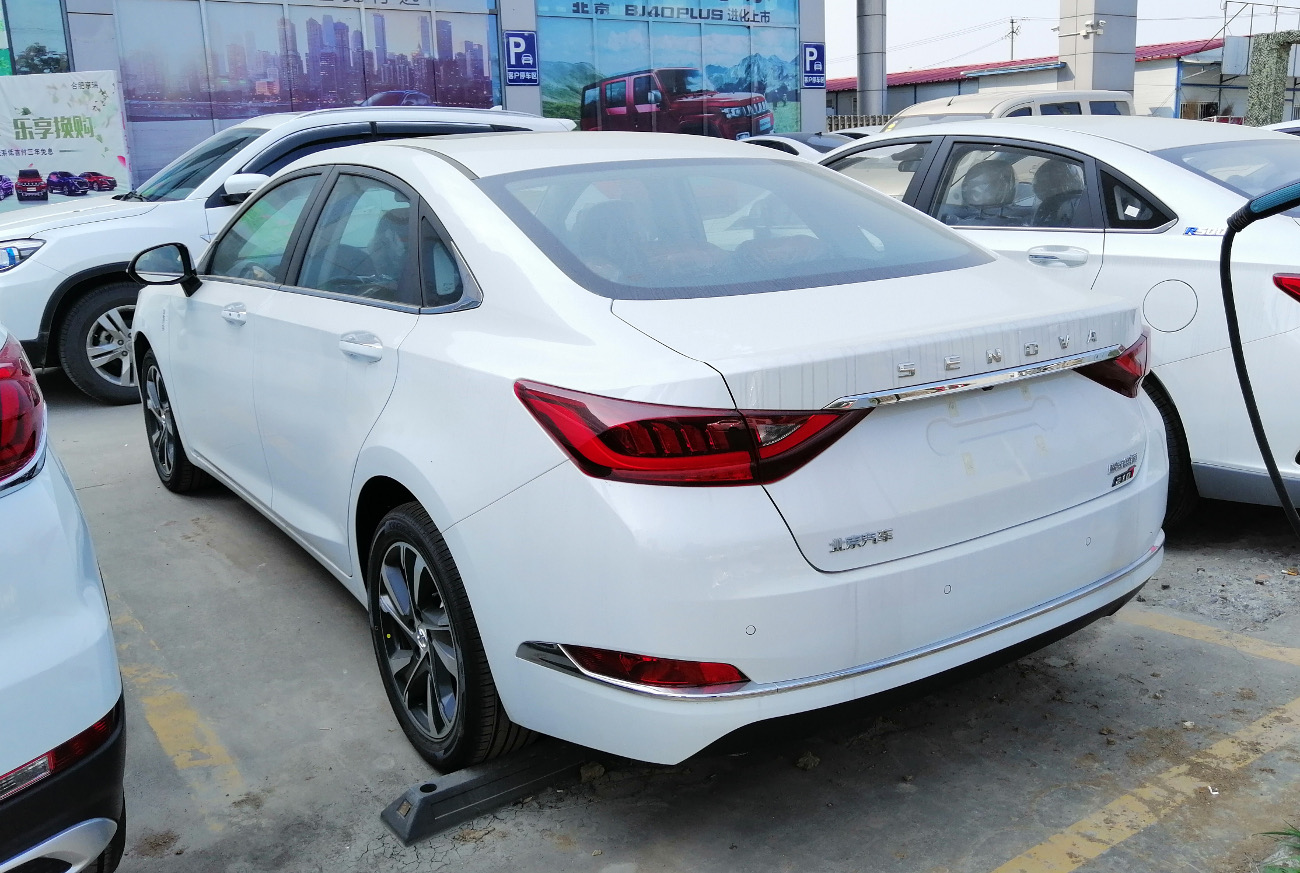
Heckansicht

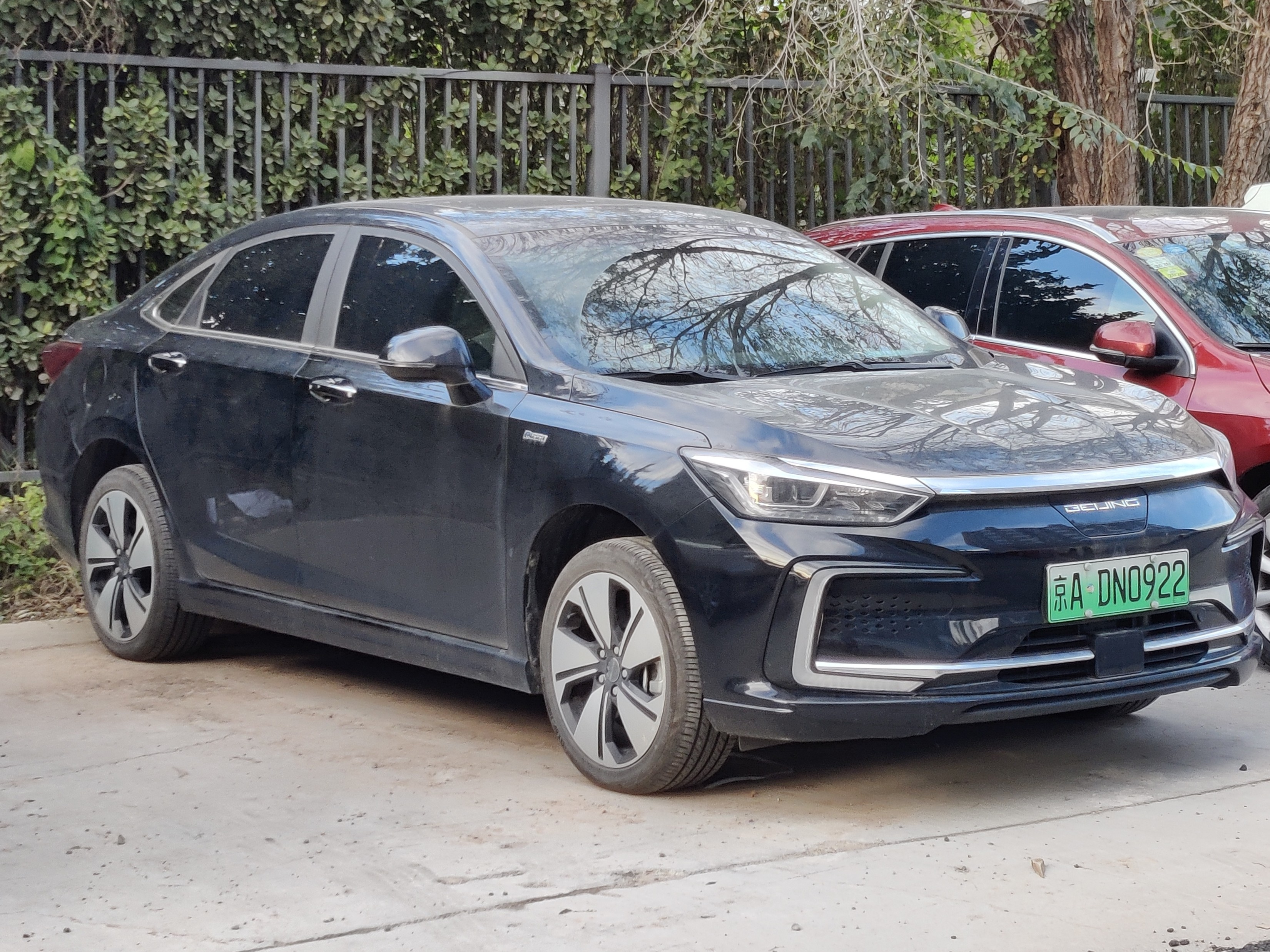
Beijing EU7 (seit 2019)

Der Beijing U7 ist eine Limousine der Mittelklasse der chinesischen Beijing Motor Corporation. Sie wird unter der Marke Beijing verkauft. Der Beijing EU7 ist die batterieelektrisch angetriebene Version.

## Geschichte
Vorgestellt wurde das Fahrzeug als Beijing Senova Zhidao im Oktober 2018 als Nachfolger des Beijing Senova D70. In den Handel kam es in China zwei Monate später. Im Juli 2019 wurde die Limousine in Beijing U7 umbenannt. Den vollelektrischen EU7 präsentierte der Hersteller im September 2019 im Rahmen der Chengdu Auto Show.

## Technische Daten
|                                             | U7 1.5T                       | EU7                           | EU7                           |
| Bauzeitraum                                 | seit 12/2018                  | 09/2019–12/2021               | seit 12/2021                  |
| Motorkenndaten                              |                               |                               |                               |
| Motortyp                                    | Reihen-Vierzylinder-Ottomotor | Elektromotor                  | Elektromotor                  |
| Motoraufladung                              | Turbolader                    | —                             | —                             |
| Hubraum                                     | 1499 cm³                      | —                             | —                             |
| max. Leistung                               | 110 kW (150 PS)               | 160 kW (218 PS)               | 160 kW (218 PS)               |
| max. Drehmoment                             | 210 Nm                        | 300 Nm                        | 300 Nm                        |
| Kraftübertragung                            |                               |                               |                               |
| Antrieb, serienmäßig                        | Vorderradantrieb              | Vorderradantrieb              | Vorderradantrieb              |
| Getriebe, serienmäßig                       | 6-Gang-Schaltgetriebe         | Festes Übersetzungsverhältnis | Festes Übersetzungsverhältnis |
| Getriebe, optional                          | (Stufenloses Getriebe)        | —                             | —                             |
| Messwerte                                   |                               |                               |                               |
| Leergewicht                                 | 1345 kg (1365 kg)             | 1725 kg                       | 1725 kg                       |
| Höchstgeschwindigkeit                       | 210 km/h (208 km/h)           | 155 km/h                      | 155 km/h                      |
| Beschleunigung, 0–100 km/h                  | k. A. (k. A.)                 | 8,4 s                         | 8,4 s                         |
| Kraftstoffverbrauch auf 100 km (kombiniert) | 7,0 l Super (6,9 l Super)     | —                             | —                             |
| Tankinhalt                                  | 52 l                          | —                             | —                             |
| Batterie                                    | —                             | 60,2 kWh                      | 60,7 kWh                      |
| elektrische Reichweite nach NEFZ            | —                             | 451 km                        | 475 km                        |
| Abgasnorm                                   | China VIb                     | —                             | —                             |

Werte in runden Klammern gelten für Modelle mit optionalem Getriebe.